# Classe Leipzig (1929)
Cet article concerne la deuxième classe de ce nom. Pour les autres classes Leipzig, voir classe Leipzig.
La classe Leipzig était une classe de croiseurs légers de la Reichsmarine puis de la Kriegsmarine. Ressemblant aux Konigsberg, diverses études furent présentées pour modifier ces croiseurs lorsque la guerre éclata. Le Leipzig ne prit part qu'a des actions secondaires. Il participera à la guerre d'Espagne et durant le conflit, à plusieurs opérations de mouillage de mines notamment dans l'estuaire de la Tamise. Servira de navire d'entrainement à la fin du conflit. Le croiseur Nürnberg, bien que construit 5 ans après le Leipzig, n'en diffère peu. Souffrant des mêmes défauts que son "jumeau", il ne participa à aucun combat naval et fut principalement utilisé pour l'entrainement en mer Baltique.
Les deux navires survécurent à la guerre, malgré le mauvais état du Leipzig à la suite d'une collision accidentelle avec le croiseur lourd Prinz Eugen durant la guerre. Le Leipzig fut utilisé comme caserne avant d'être coulé en 1946. Le Nürnberg fut saisi par la marine soviétique comme indemnité de guerre. Renommé Admiral Makarov, il servit dans la marine soviétique jusqu'à la fin des années 1950, avant d'être démoli en 1960.

## Conception

### Caractéristiques générales

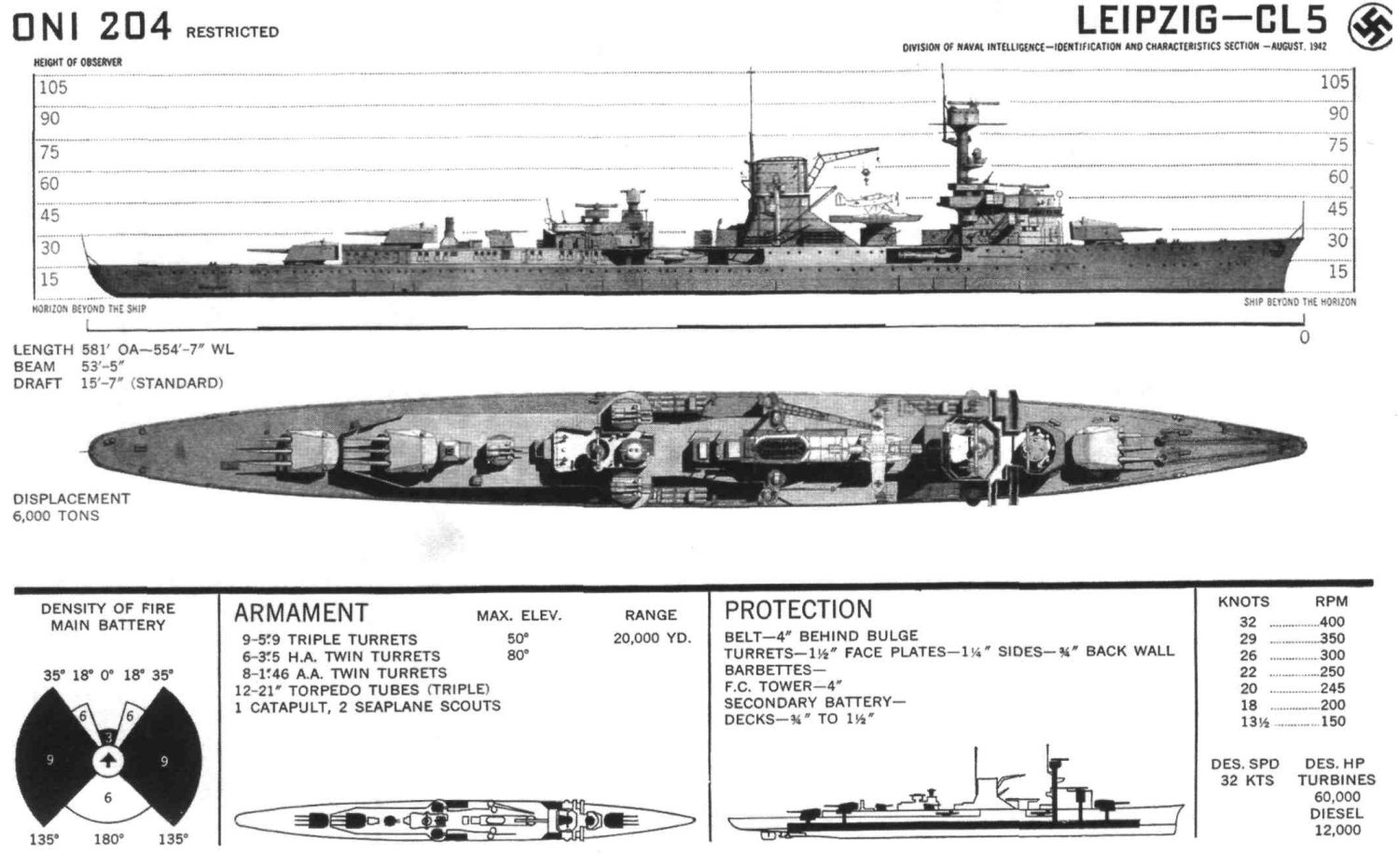
Plan du Leipzig.

Les deux navires de la classe n'étaient pas identiques, ce qui incita certains historiens de la marine à les classer comme des modèles distincts plutôt que comme une classe de navire. Des deux, le Nürnberg était plus grand.
Le Leipzig avait longueur hors-tout de 177,10 mètres de longueur, une largeur de 16,20 mètres et un tirant d’eau de 5,70 mètres. Son déplacement standard était d'environ 6 515 tonnes et 8 250 tonnes à pleine charge. Il recevait une superstructure de passerelle plus spacieuse et moderne que son jumeau.
Le Nürnberg était légèrement plus long, mesurant 181,3 mètres au total, pour une largeur de 16,40 mètres et un tirant d'eau de 6,40 mètres. Son déplacement standard était d'environ 6 520 tonnes et 8 380 tonnes à pleine charge.
Tous deux embarquaient une grue et une catapulte pour des hydravions à flotteurs de reconnaissance, placée entre l'entonnoir et l'avant de la superstructure; à l'arrière de l'entonnoir pour le Nürnberg. Les navires transportaient initialement deux biplans Heinkel He 60, remplacés en 1939 par deux avions flotteurs monoplan Arado Ar 196.
Initialement, son équipage comprenait 26 officiers et 508 marins, puis 30 officiers et 588 à 591 hommes, avant de passer à 26 officiers et 870 hommes d'équipage pendant la Seconde Guerre mondiale.

### Machinerie

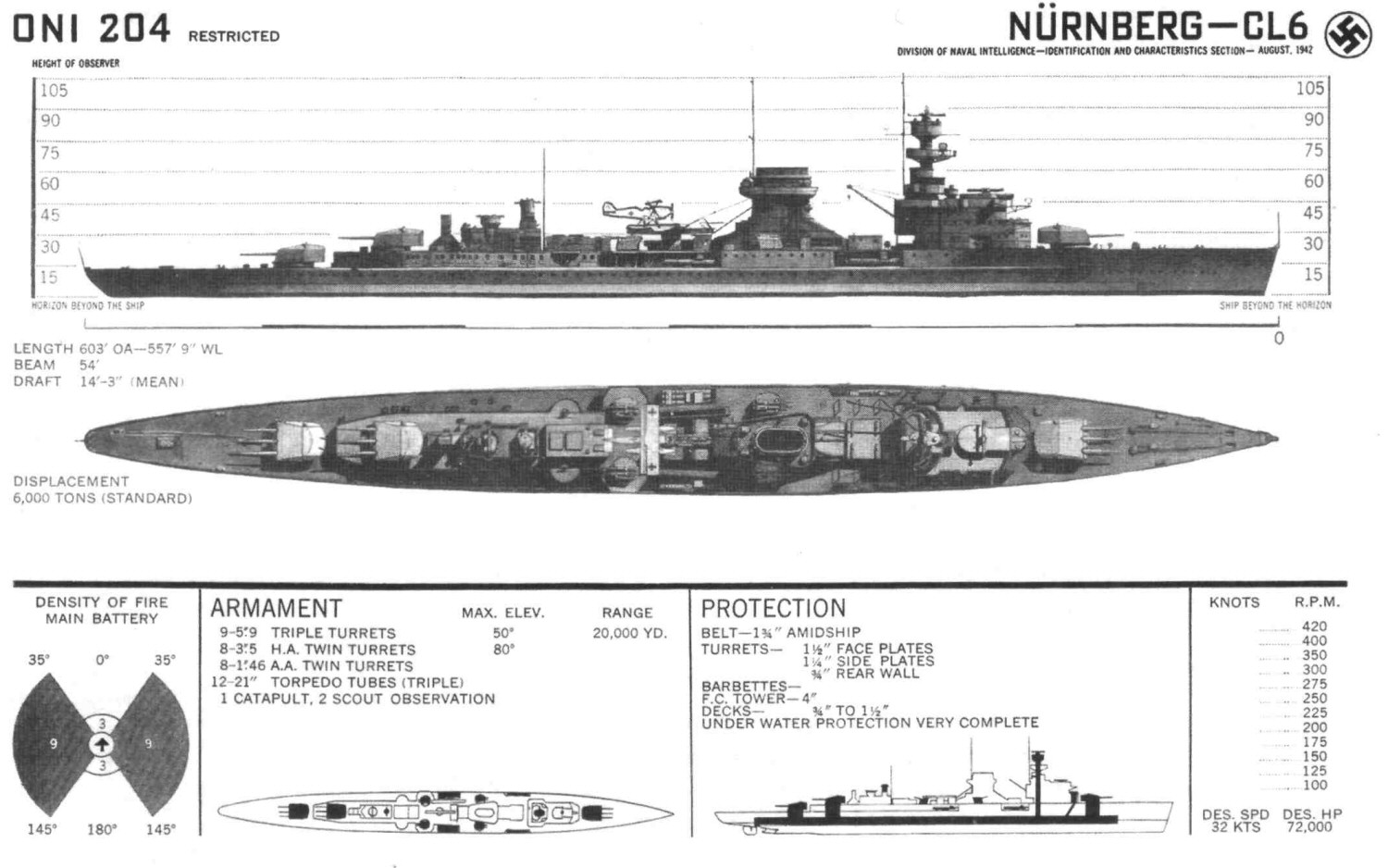
Plan du Nürnberg.

Leur système de propulsion comprenait trois turbines à vapeur fabriquées par les chantiers navals Deutsche Werke et Germaniawerft, ainsi que quatre moteurs diesel (pour le Leipzig) à deux temps 7 cylindres construits par MAN. Elles étaient alimentées par huit chaudières mazout à double culot, développant 60 000 ch (45 000 kW) et entraînant trois hélices. Les moteurs diesel centraux développaient 12 400 ch. Leur vitesse maximale était respectivement de 31 et 32 nœuds (58–59 km/h) pour une distance franchissable de 3 900 milles marins (6 270 km) à 10 nœuds avec les moteurs diesel et 2 800 milles marins (4 500 km) à 16,5 nœuds avec les turbines.
Les navires avaient des systèmes de générateurs électriques étendus. Le Leipzig avait trois centrales électriques ayant chacune un turbo-générateur de 180 kilowatts et un générateur diesel de 180 kilowatts; donnant au navire une production combinée de 1 080 kW à 220 volts. Le Nürnberg avait quatre générateurs comprenant deux turbo-générateurs de 300 kW et deux générateurs diesel de 350 kW, pour une puissance totale de 1 300 kW, également à 220 volts. La direction était contrôlée par un seul gouvernail équilibré, leur donnant une excellente manœuvrabilité.

### Armement et blindage

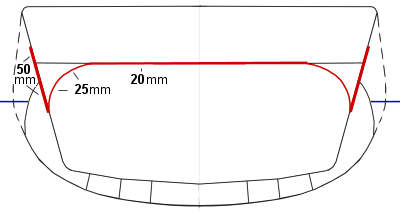
Vue en coupe montrant la disposition de la protection principale du blindage des navires.

Ils étaient armés de neuf canons de 150 mm SK C/25 montés en trois tourelles triples (une à l'avant et deux à l'arrière), d'une portée de 25 700 mètres. Les deux tourelles superposées arrière placées par rapport à l'axe du pont. Ils reçurent entre 1 080 et 1 500 munitions, pour 120 à 166 obus par canon. Le Leipzig fut équipé à sa mise en service de 2 canons antiaériens SK L / 45 de 88 mm sur une monture simple, d'une capacité de 800 coups, contre 8 canons de 88 mm d'une capacité de 3 200 coups pour son jumeau. Leurs armements comprenaient aussi 8 canons de 37 mm SK C/30 et plusieurs canons 20 mm Flak. La classe portait également quatre supports de tubes lance-torpilles triples situés au milieu du navire; équipés de vingt-quatre torpilles de 500 mm pour le Leipzig et de 533 mm pour le Nürnberg.  Ils transportaient également 120 mines navales.
Le Leipzig fut construit avec l'armure cimentée Krupp, tandis que Nürnberg le fut avec l'acier Wotan Hart nouvellement développé. Les navires étaient protégés par un pont blindé d'une épaisseur de 30 mm au milieu du navire et d'une ceinture blindée de 50 mm d'épaisseur. La ceinture était plus inclinée que ses prédécesseurs, augmentant l'efficacité de la plaque de blindage malgré la même épaisseur. L'armure inclinée reliant le pont à la ceinture avait une épaisseur de 25 mm. Le château avait des côtés de 100 mm et un toit de 50 mm. Les tourelles des canons avaient des faces de 80 mm, des toits de 35 mm, et des barbettes protégées par un placage d'acier de 60 mm.

### Modifications

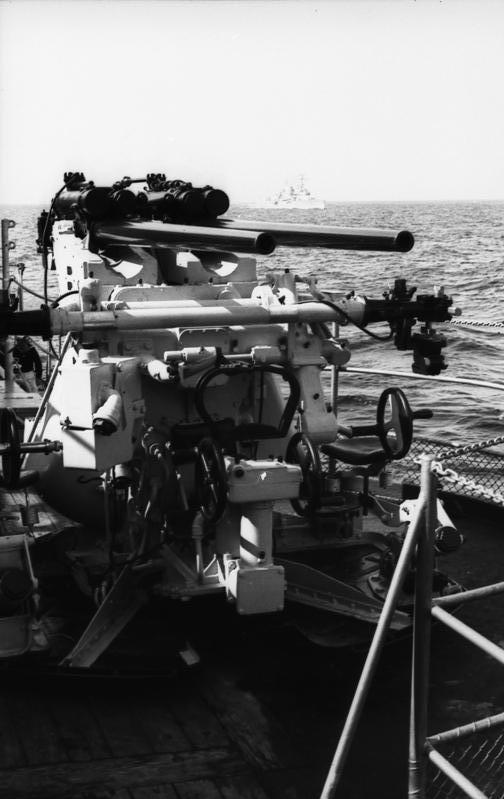
L'un des supports AA de 37 mm monté sur le Nürnberg.

Après le déclenchement de la guerre, les deux navires ont été équipés d'une bobine de démagnétisation pour les protéger contre les mines magnétiques. Entre 1941 et 1942, les équipements d'aviations et plusieurs tubes lance-torpilles sont retirés. Six des tubes seront installés par la suite sur le Scharnhorst. En mars 1941, le Nürnberg fut équipé du radar FuMO 21 et, au début de l'année 1942, un ensemble de radar FuMO 25 fut installé au-dessus de la passerelle. Ce dernier était un radar de recherche pour les cibles de surface et les aéronefs volant à basse altitude. Le système FuMO 21 fut par la suite remplacé par le radar de 50 centimètres FuMO 63 Hohentwiel à courte portée, situé au sommet du mat. Le Nürnberg fut également équipé de quatre systèmes d'alerte radar Metox. Le Leipzig reçut son ensemble d'équipement radar FuMO 24/25 qu'en 1943.
Le Leipzig modernisa son armement antiaérien pour se rapprocher du standard d'armement équipant son navire jumeau. Après 1934, quatre canons supplémentaires de 88 mm sont ajoutés, portant le nombre à 6 canons. À partir de 1941, huit canons de 37 mm furent installés, ainsi que quatorze canons de 20 mm. Après 1944, le nombre de canons de 20 mm passa à huit. La batterie antiaérienne du Nürnberg fut améliorée au cours de la Seconde Guerre mondiale. À la fin de l'année 1942, deux paires de montures quadruples Flakvierling de 20 mm furent installées, une sur la passerelle de navigation et l'autre sur la tourelle arrière. En mai 1944, la marine proposa l'installation de plusieurs canons Bofors de 40 mm, et seulement deux canons furent ajoutés (l'un sur le pont et l'autre à la place de la catapulte).
Deux Flakvierlings Navy furent installés; l'un remplaça le modèle Army au sommet de la tourelle arrière, et l'autre fut placé devant le feu directeur antiaérien. Les Flakvierlings Army furent déplacés sur le pont principal. En décembre 1944, un autre plan antiaérien révisé fut proposé, incorporant cette fois-ci le nouveau canon Flak 43 de 37 mm (au nombre de 8), ainsi que deux Flakvierlings et dix montures doubles de 20 mm. Cependant, la situation de guerre de l'Allemagne à la fin de 1944 mit fin à ce projet.

## Navires de la classe
| Nom      | Constructeur                     | Pose de la quille | Lancement       | Mise en service | Fait                                                                               |
| -------- | -------------------------------- | ----------------- | --------------- | --------------- | ---------------------------------------------------------------------------------- |
| Leipzig  | Kriegsmarinewerft, Wilhelmshaven | 28 avril 1928     | 10 octobre 1929 | 8 octobre 1931  | Sabordé le 20 juillet 1946.                                                        |
| Nürnberg | Deutsche Werke, Kiel             | 4 novembre 1933   | 6 décembre 1934 | 2 novembre 1935 | Transféré à la Marine soviétique, puis renommé Admiral Makarov le 5 novembre 1945. |

## Historique

### Leipzig

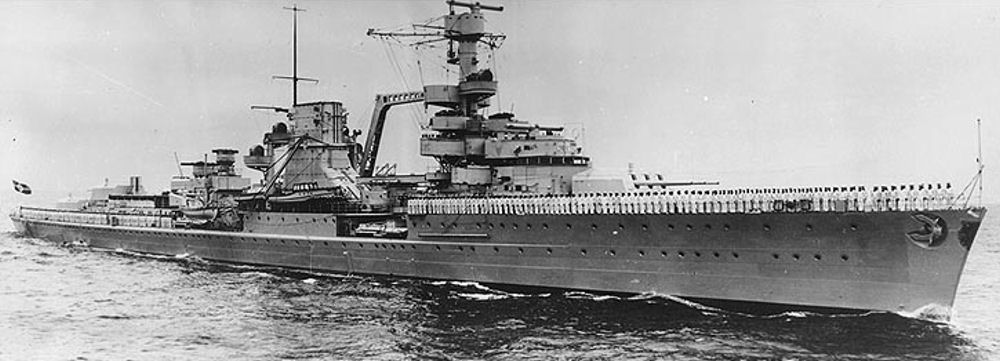
Le Leipzig vers 1936.

Dans les années 1930, le Leipzig fut utilisé comme un croiseur d'entraînement, effectuant également des visites amicales dans les ports étrangers. Il participa aux patrouilles de non-intervention pendant la guerre civile espagnole entre 1936 et 1939. Au cours de la première année de la Seconde Guerre mondiale, il effectua des missions d'escorte pour des navires de guerre dans les mers de la Baltique et du Nord. Il fut torpillé par le sous-marin britannique HMS Salmon le 13 décembre 1939 lors d'une de ces opérations. Le croiseur fut tellement endommagé que les réparations prendront presque un an. Tout en reprenant ses fonctions de navire d'entraînement, le croiseur fournira un soutien d'artillerie aux troupes avancées de la Wehrmacht alors de l'opération Barbarossa en 1941.
Lors d'un épais brouillard en octobre 1944, le Leipzig entra en collision avec le croiseur lourd Prinz Eugen; les dommages furent tels qu'il fut déclaré irréparable. Malgré tout, le navire resta à flot et il fournit un soutien aux troupes allemandes de Gotenhafen contre l'avancée de l'Armée rouge en mars 1945. Pendant la retraite des troupes, le navire évacua de nombreux civils allemands fuyant face aux Soviétiques, atteignant le Danemark fin avril. Après la guerre, le Leipzig fut utilisé comme caserne pour les forces de dragage de mines avant son sabordage en juillet 1946.

### Nürnberg

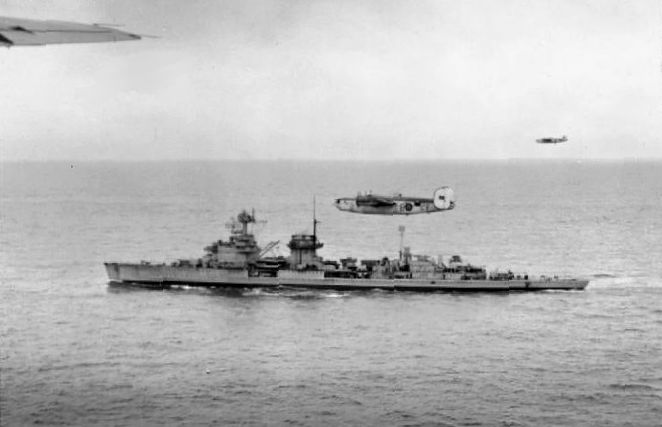
Le Nürnberg en mai 1945, escorté par des B-24 du Coastal Command.

Après sa mise en service, le Nürnberg participa aux patrouilles de non-intervention pendant la guerre civile espagnole entre 1936 et 1937 avant de retourner en Allemagne vers le milieu de l'année. Après le déclenchement de la Seconde Guerre mondiale en septembre 1939, il mena plusieurs opérations de mouillage de mines au large de la côte allemande de la mer du Nord. Il fut torpillé dans cette zone par le sous-marin britannique Salmon le 13 décembre 1939. Après des réparations achevés au début des années 1940, le Nürnberg retourna au service actif en tant que navire-école en mer Baltique. Il gardera ce rôle pendant toute la durée de la guerre, à l'exception d'un court déploiement en Norvège de novembre 1942 à avril 1943. En janvier 1945, il fut affecté à des opérations de mouillage de mines dans le Skagerrak, mais de graves pénuries de carburant empêcha toute opération.
Après la guerre, le Nürnberg fut saisi par la Royal Navy puis attribué à l'Union soviétique comme réparations de guerre. En décembre 1945, il passa sous commandement soviétique et, le mois suivant, il arriva à Tallinn, où il fut renommé Admiral Makarov. Il servit dans la 8e Flotte de la Marine soviétique avant de servir de croiseur d'entraînement, basé à Cronstadt.
Mis au rebut en 1960, le Nürnberg était le deuxième plus important navire de guerre de la Kriegsmarine à avoir survécu à la guerre, après le croiseur lourd Prinz Eugen. Il fut cependant le seul à avoir servi dans une marine étrangère après la guerre.